# Knud Jørgensen
Knud Jørgensen (* 1928; † 1992) war ein dänischer Jazz- und Unterhaltungsmusiker (Piano, Orgel).
Jørgensen spielte in den 1950er-Jahren im Harry Arnold Orkester, 1964 bei Rolf Billberg (Darn That Dream). Ab den 1960er-Jahren leitete er eigene Formationen, wie das Knud Jørgensen Jazz Trio, Knud Jørgensens Kvartett und das Knud Jørgensens Orkester. 1961/62 nahm er in Stockholm sein Debütalbum Piano & Voices in Rhythm (Metronome Records) auf, an dem Jimmy Woode (Kontrabass) und Sture Kallin (Schlagzeug) mitwirkten; die Arrangements von Jazzstandards wie Cherokee, Exactly Like You, I Got Rhythm und Memories of You stammten von Georg Riedel. 1961 begleitete er (mit Jimmy Woode und William Schiøpffe) bei einer Studiosession in Kopenhagen die Sängerin Ella Fitzgerald (Mr. Paganini (You'll have to Swing it)).
Stilistisch bewegte sich Jørgensen zwischen Bill Evans und Bud Powell. In den späten 60ern legte er außerdem Easy-Listening-Produktionen  wie die EP Glöm Ej Bort Det Finns Rosor (Polydor, mit Göran Pettersson, Rolf Svensson, Rune Gustafsson) sowie die LPs  Beat on Hammond und What a Sound vor, bevor er zum Modern Jazz zurückkehrte.

## Diskographische Hinweise
- In Stockholm (Ö Records, 1978), mit Sture Nordin, Egil Johansen, Karl-Erik Holmgren, Nils Sandström, Karl Lundborg
- Arne Domnérus, Knud Jørgensen: Duke's Melody (Phonastic, 1981)
- Knud & Bengt at Maxim (Dragon Records, 1983), mit Bengt Hanson
- Musik I Långa Raden (Dragon, 1987)
- Duke's Ideas: Knud Jørgensen Plays Ellington (1994), mit Arne Domnerus, Bosse Broberg, Ove Lind, Nisse Sandström
- Performs Satin Doll (1995)